# Les Premières Funérailles
Les Premières Funérailles est un groupe en plâtre, réalisé par Louis-Ernest Barrias conservé au musée des Beaux-Arts de Paris

## Historique
Louis-Ernest Barrias (1841-1905) expose le plâtre original de ses Premières Funérailles au Salon des artistes français de 1878, où il est considéré comme « la manifestation la plus haute des sentiments que peut exprimer la sculpture », ce qui lui vaut une médaille d'honneur.
Après sa présentation, l'État et la ville de Paris se propose de l'acheter et c'est la ville de Paris qui obtient le plâtre, puis en commande un marbre pour 25 000 francs. De nombreuses revues reproduisent l'œuvre à cette époque, signe de son succès. En 1896, Gustave Rives l'insère dans son projet de Grand Palais.
Le marbre est exposé en 1883 au Salon et à l'exposition nationale des beaux-arts. Il orne ensuite le vestibule de l'escalier Henri II de l'hôtel de ville de Paris. Il est prêté à Barrias en 1888 pour qu'il en fasse des reproductions, puis figure à l'exposition universelle de 1889. Elle finit par entrer en Petit Palais en 1902. En 1942, l'ensemble est déposé à Auteuil, puis à l'institut psychiatrique Sainte-Anne en 1947. Il ne revient au Petit Palais qu'en 1989.
Ce groupe est donné au musée en 1908 par sa veuve. Il bénéficie de nettoyage et de réparation en 1998 et 2015.

### Réception
La sculpture de Barrias fait globalement forte impression et plusieurs commentateurs sont enthousiastes. Paul Mantz félicite l'artiste qui avec cette œuvre concilie le naturalisme et l'élégance. Edmond About, dans le Figaro, regrette que cet ensemble n'ai pas obtenu la grande médaille à la place de Dalou. Félix Fénéon, dans la Libre revue en fait l'éloge et Firmin Javel la qualifie « d'œuvre du siècle ».
D'autres en revanche sont plus réservés tels Arthur Baignères, Philippe Burty, qui estime qu'Adam contemple son fils avec « une sorte de résignation académique », ou Henry Jouin qui juge Ève trop jeune pour une mère, elle pourrait « être la sœur jumelle du jeune mort ».

## Œuvres en rapport
Il existe un grand nombre d'œuvres en rapport avec cette sculpture. 
- Le groupe en marbre est conservé au Petit Palais[3].

- L'œuvre en plâtre présentée au Salon en 1878 est déposée par la ville de Paris à Ivry.

- Plâtre au musée des beaux-arts d'Angers.

- Plâtre à L'Université de l'Illinois à Chicago.

- Plâtre dans les Collections nationales de Dresde.

- Réplique en réduction en marbre au Musée national des Beaux-Arts (Argentine)[4]

- Réplique en réduction en marbre au Ny Carlsberg Glyptotek de Copenhage.

- Réplique en réduction en marbre dans une collection particulière, vendue à Sotheby's en 2010.

- Esquisse en cire, Musée Carnavalet.

### Exemplaires détruits
Il en existait un au musée des beaux-arts de Rennes, qui est à présent détruit.

## Description
Ce groupe de 233 cm de hauteur pour 129 cm de largeur et 109,5 cm de profondeur est en plâtre avec croix de mise au point. Sur la plinthe à l'avant de la terrasse est écrit « LES PREMIERES FUNERAILLES », sur la côté gauche E. Barrias / 1883. 
Dans une composition pyramidale, le groupe est composé de trois figures : Adam, Ève et leur fils Abel. Adam tient les jambes de son fils, son buste est tendu en arrière. Malgré un visage impassible, son regard est protecteur et bienveillant. La posture d'Ève est, quant à elle, à l'opposé de celle d'Adam : elle est penchée sur son fils, elle l'embrasse sur la tête, les yeux baissés. Abel est représenté en position allongée, soutenu par ses parents. Ses yeux sont clos, sa bouche est ouverte et sa tête est renversée. Son visage révèle une expression sereine.

## Analyse
« La mise en scène puissante suggère la marche vers l'avenir maudit que le réalisme rend efficace ».